# Sakae-ku (Yokohama)
Sakae-ku (栄区?) es uno de los 18 distritos administrativos que conforman la ciudad de Yokohama, la capital de la prefectura de Kanagawa, Japón. Tenía una población estimada de 119 643 habitantes el 1 de septiembre de 2020 y una densidad de población de 6460 personas por km².

## Geografía
Sakae-ku está localizado en la parte oriental de la prefectura de Kanagawa, y en el límite sudoeste de la ciudad de Yokohama. El área es en gran parte plana, con pequeñas colinas dispersas. Limita con los barrios de Isogo-ku, Kanazawa-ku, Totsuka-ku y Kōnan-ku, así como con la ciudad de Kamakura.

## Demografía
Según los datos del censo japonés, la población de Sakae-ku ha descendido ligeramente en los últimos 30 años.
| 123,766                                    | 122,904 | 118,315 | 123,802 | 124,866 | 122,171 | 120,107 | 119,604 |
| (Fuente: Oficina de Estadísticas de Japón) |         |         |         |         |         |         |         |